# Nationale Progressieve Unionistische Partij
De Nationale Progressieve Unionistische Partij (Arabisch: حزب التجمع الوطني التقدمي الوحدوي, Ḥizb al-Tagammu' al-Watani al-Taqadomi al-Wahdawi), bekend als Tagammu, is een nasseristische en socialistische politieke partij in Egypte.
In 1976 ontstond als linkse partijvleugel binnen de Arabische Socialistische Unie (ASU) de Nationale Progressieve Unionistische Organisatie onder leiding van majoor Khaled Mohieddin. In 1977 werd de ASU ontbonden en werd de Nationale Progressieve Unionistische Organisatie een zelfstandige politieke partij onder de naam Nationale Progressieve Unionistische Organisatie. Mohieddin en zijn partij wierpen zich op als hoeders van de revolutie van 1952 en het door de voormalige president Gamal Abdel Nasser (†1970) ontwikkelde gedachtegoed dat bekend zou worden onder de namen nasserisme en Arabisch socialisme. Op economisch vlak staat de Nationale Progressieve Unionistische Partij nog altijd een socialistische koers voor. Binnen de partij is nog altijd een sterke marxistische groep aanwezig. Sinds 1978 is Al Ahali ("De Massa") de partijkrant die zich in de beginjaren kon verheugen in een oplage van 100.000 exemplaren. De krant was vanwege de kritiek op de regering enige tijd verboden door president Sadat.
Ondanks haar redelijk grote populariteit onder arbeiders, boeren en intellectuelen slaagde de partij er bij de verkiezingen van 1984 en 1987 niet in om zetels te winnen in het parlement. De daaropvolgende verkiezingen ging het echter een stuk beter. Electorale successen werden er behaald tussen 1990 en 2000 toen de partij steeds rond de zes zetels wist te winnen. Na de Egyptische Revolutie van 2011 sloot de partij zich aan bij het kartel Egyptisch Blok, dat vier zetels in het parlement wist te veroveren. In 2015 deed de partij zelfstandig mee aan de verkiezingen en verkreeg toen slechts twee zetels.

## Verwijzingen
1. ↑  A. Goldschmidt Jr., R. Johnston: Historical Dictionary of Egypt, Scarecrow Press Lanham, Maryland / Oxford 20033, p. 292
2. 1 2  Ibidem